# ブルース・アンド・ジャズ
『ブルース・アンド・ジャズ』（原題：Blues 'N' Jazz）は、アメリカ合衆国のブルース・ミュージシャン、B.B.キングが1983年に発表したスタジオ・アルバム。

## 背景
アーネット・コブ、ウォーレン・チアソン（ジョージ・シアリングやチェット・ベイカー等との共演で知られるヴィブラフォン奏者）、ウディ・ショウ等のジャズ・ミュージシャンが参加した。チアソンによれば、本作のジャケットには、レコーディング終了後に出されたバースデイ・ケーキの写真が使用されたという。

## 反響・評価
アメリカでは4週にわたり総合アルバム・チャートのBillboard 200入りを果たして、1983年7月23日付のチャートで最高172位となり、『ビルボード』のR&Bアルバム・チャートでは38位を記録した。
ユージン・チャドボーンはオールミュージックにおいて5点満点中3点を付け「ゲスト・スターの人選が功を奏し完璧なまでに魅力を増した、1980年代におけるキングのビッグ・バンドの、素晴らしいドキュメント」と評している。第26回グラミー賞では最優秀トラディショナル・ブルース・レコーディング賞を受賞し、自身3度目のグラミー受賞を果たした。

## 収録曲
6.はインストゥルメンタル。
1. インフレーション・ブルース - "Inflation Blues" (Louis Jordan, Allegretto Alexander, Tommy Southern) – 4:15
2. ブロークン・ハート - "Broken Heart" (B.B. King) – 2:45
3. セル・マイ・モンキー - "Sell My Monkey" (B.B. King) – 3:06
4. ヒード・マイ・ウォーニング - "Heed My Warning" (L. Jordan, Howard Bowman) – 5:08
5. ティアドロップス・フロム・マイ・アイズ - "Teardrops from My Eyes" (Rudolph Toombs) – 5:06
6. レインボー・ライオット - "Rainbow Riot" (Andy Gibson, Angelyn Carlington) – 3:39
7. ダーリン・ユー・ノウ・アイ・ラヴ・ユー - "Darlin' You Know I Love You" (Jules Bihari, B.B. King) – 4:48
8. メイク・ラヴ・トゥ・ミー - "Make Love to Me" (Bill Norvas, Alan Copeland, Paul Mares, Ben Pollack, Mel Stitzel, Walter Melrose) – 4:17
9. アイ・キャント・レット・ユー・ゴー - "I Can't Let You Go" (B.B. King) – 3:51

## 参加ミュージシャン
- B.B.キング - ボーカル、ギター
- ビリー・バトラー - ギター
- ロイド・グレン - ピアノ
- メイジャー・ホリー - エレクトリックベース
- オリヴァー・ジャクソン - ドラムス
- ウォーレン・チアソン（英語版） - ヴィブラフォン
- アーネット・コブ - リード・テナー・サクソフォーン
- フレッド・フォード - テナー・サクソフォーン
- エドガー・シニガル - バリトン・サクソフォーン
- ハロルド・オースティン - サクソフォーン
- ドナルド・A・ウィルカーソン - サクソフォーン
- カルヴィン・オーウェンス - トランペット、アレンジ
- ジェイムズ・ボールデン - トランペット
- ジョン・ロンゴ - トランペット
- ウディ・ショウ - トランペット